# 哥弟大廈總部大樓
哥弟大廈總部大樓是中國廣東省廣州市的一棟規劃建設中的寫字樓，位於天河區珠江新城，由廣東服飾公司哥弟集團買入。該項目於2014年動工，但自2015年起因故陷入長達近7年的爛尾狀態。2022年由方興地產接手復工，原有建筑于2023年3月起拆除，同年4月拆平。

## 規劃設計
項目位於广州城市中轴线上的珠江新城B2-11地塊，該地塊地處冼村路和金穗路交叉口西北側，爲珠江新城最後出讓的商業用地，于2011年被哥弟旗下的广州市常元房地产开发实业公司出價12.8亿元人民币（楼面价17933元/㎡）竞得。該項目曾一度被賦予厚望，視作珠江新城的「收官之作」。
設計地下4層，地上38層，總建築面積為94321.6平方米，建築高度為182公尺，結構高度169.45公尺。地下負四層為人防地下室，負三層至負一層為車庫；地上1-7層主要為商業，8-38層主要為辦公用房，其中8層和23層為避難層。該項目採用框架-核心筒結構，外框架由鋼管混凝土柱和鋼樑結構組成。

## 爛尾
2014年3月，哥弟總部大樓破土動工，但在項目施工建設一年多後，自2015年11月起停工。此時核心筒工程已施工至13層、已建建築面積約3.6萬平方公尺。開發商稱，停工原因是在建大樓工程存在嚴重安全隱患，必須要進行檢測，而廣州市天河區住建局相關負責人表示，哥弟總部大樓項目停擺並非缺資金原因所致。

## 復工
2022年5月，有記者探訪哥弟總部大樓的工地，發現其周圍設置了印有“常元建设”“方兴地产”標誌的擋板，並得知近期有施工人員出入和作業。相關動作引起媒體猜測，該爛尾項目可能已經由方興地產接手盤活。
项目于2023年3月开始拆除，并于2023年4月拆除完成。